# سيندي روبنسون
سيندي روبنسون (Cindy Robinson) هي ممثلة أمريكية.

## أدوارها في الأنمي

### مسلسلات أنمي تلفزيونية
- بليتش - شيبا كوكاكو, كيوني كوتيتسو، جينتا هاناكاري (الصوت الأول), مياكو شيبا، سوزوميباتشي
- التنين الأزرق - تمارة
- بوسو رينكين - أوكا هاياساكا
- آيرون مان - بيبر بوتس
- كود جياس لولوش المتمرد - إينوي, V.V.
- كود جياس لولوش المتمرد R2 - إينوي, V.V.
- كيكايشي - يوشيموري سوميمورا (أيام الطفولة), هونيتارو، غاتشو
- أمير التنس - ساكونو ريوزاكي
- سلايرز ريفولوشن - كوبي
- سلايرز إيفولوشن-آر - كوبي
- ناروتو شيبودن - كاروي, كوشينا أوزوماكي (الصوت الأول)
- غريت تيتشر أونيزوكا - جوليا موراي
- جنود السايبورغ - لينا
- سيريه نو موريبيتو - بالسا
- إندماج الديجيمون - تشيبيتورتومون، ليلامون

### أوفا أنمي
- البدلة المتنقلة جاندام UC - ليام بورينيا

### أفلام أنمي
- بابريكا - دكتورة أتسكو تشيبا/بابريكا

## أدوارها في الرسوم المتحركة
- سونيك بوم - آيمي روز، جستين القندس

## أدوارها في ألعاب الفيديو
- سلسلة ألعاب بليزبلو
  - بليزبلو كالاميتي تريغر - ماكوتو نانايا
  - بليزبلو كونتينيوم شيفت - ماكوتو نانايا
  - بليزبلو كرونوفانتازما - ماكوتو نانايا
- بيرسونا 4 أرينا - لابريس
- بيرسونا 4 أرينا ألتيماكس - لابريس، كين أمادا
- بيرسونا Q شادو أوف ذا لابيرينث - كين أمادا
- دراكنغارد 3 - ميكايل
- سلسلة ألعاب القنفذ سونيك
  - سونيك جينيريشنز - آيمي روز
  - سونيك لوست ورلد - آيمي روز
- ناروتو:كلاش أوف نينجا ريفولوشن 2 -
- سكيرورو شادوز داي توايس

## وصلات خارجية
- سيندي روبنسون على موقع IMDb (الإنجليزية)
- سيندي روبنسون على موقع ميوزك برينز (الإنجليزية)
- سيندي روبنسون على موقع قاعدة بيانات الفيلم (الإنجليزية)
- سيندي روبنسون على موقع ANN person (الإنجليزية)